# VirtualDJ
Virtual DJ è un software creato dalla Atomix che permette di emulare due o più giradischi collegati ad un mixer con il proprio PC/MAC. Invece dei classici dischi si usano file audio, come MP3 e WAV o FLAC o le librerie audio digitali disponibili in cloud. Avendo a disposizione due schede audio o una scheda audio con più uscite sarà possibile sentire anche il preascolto.

## Caratteristiche
Il programma ha a disposizione sia effetti musicali che effetti visivi (disponibili anche dal sito del produttore), utili per mixare i brani e le tracce audio. Inoltre sempre sul sito e nel forum sono presenti varie skin che cambiano l'aspetto del software.
Questo programma può rappresentare un primo approccio al mondo del djing senza il costo eccessivo che una console tradizionale comporta.
Per scopi non commerciali e per l'utenza che non necessita di strumenti hardware particolarmente avanzati, è disponibile anche una versione freeware di Virtual DJ, senza periodi di valutazione, che contiene tutte le funzioni base essenziali, compreso lo streaming da librerie digitali.
Un'altra caratteristica di VirtualDJ consiste nella possibilità di gestire e mixare video, essendo quindi un software versatile sia per DJ che per VJ. 
Con gestione separata audio e video e con numerosi effetti di transizione, Virtual DJ è personalizzabile tramite i plug-in presenti sul sito ufficiale e scaricabili gratuitamente, fattore che ha portato visibilità al software facendolo risultare facilmente plasmabile alle esigenze specifiche dell'utente che lo utilizza. Negli anni, per tenere testa a Virtual DJ, nel software Serato è stato introdotto un plug-in a pagamento per implementare la possibilità di mixare i video, mentre il vecchio e blasonato Traktor da anni si è adagiato sugli allori rimanendo fermo al solo mix audio.

## Utilizzo
Molti giovani disc jockey e aspiranti tali lo considerano non solo utile per cominciare a provare, bensì una valida alternativa alle ingombranti e relativamente costose attrezzature convenzionali, essendo pienamente funzionante con o senza hardware. Attrezzature che è possibile interfacciare col software, avendo così un controllo completo e diretto dell'interfaccia e non limitato da mouse e tastiera, e che spesso (nei modelli più economici) esse stesse richiedono per un pieno funzionamento del controller, talvolta anche con dispositivi mobili.
In realtà VirtualDJ, come altri software (tra cui Ableton Live, VisualDiscoMix, Traktor, Serato DJ) non freemium, è utilizzato anche da DJ professionisti (da citare Sasha, James Zabiela, John Digweed, David Guetta e gli italiani Amerigo Provenzano, Angemi, Rudy B) in tutto il mondo.
Degna di nota è la vittoria come "Best DJing software" all'International Dance Music Awards (I.D.M.A.) nelle edizioni 2010, 2013, 2014 e 2016 portando visibilità al software e consacrandolo come software di livello professionale riconosciuto al pari di Traktor e Serato. Software concorrenti che negli anni verranno ulteriormente superati grazie alle STEM, una tecnologia avanzata di separazione in tempo reale per le componenti (voce, strumenti, cassa, kicks, hats, etc) di qualsiasi traccia o brano.

## Versioni
Negli anni, Virtual DJ ha sviluppato diverse versioni di utilizzo:
- Virtual DJ "Home Free": la versione gratuita con le funzionalità di base (permette sessioni da 10 minuti in modalità professionale con controller)
- Virtual DJ "Home Plus": una versione con pagamento una tantum, solo per uso domestico; con funzionalità aggiuntive e la possibilità di collegare il solo controller per il quale viene comprata la licenza
- Virtual DJ "Limited Edition": una versione in dotazione ad alcuni controller hardware, limitata all'uso dello stesso e senza gestione avanzata della libreria musicale (non acquistabile)
- Virtual DJ "Professional": la versione più completa, con tutti i plug-in, assistenza, funzioni video complete e possibilità di utilizzare tutti i controller compatibili (abbonamento mensile)
- Virtual DJ "Business": come la versione Professional con in aggiunta un Concierge personale, personalizzazioni varie e supporto aziendale (abbonamento mensile maggiorato)
- Virtual DJ "Pro INFINITY": comprende lo sblocco analogo e completo di tutte le funzionalità (della versione Professional) ma con licenza a vita e aggiornamenti inclusi gratuitamente